# Kópavogur
Kópavogur är Islands näst största stad och kommun med 38 332 invånare. Kópavogur ingår i Reykjaviks storstadsområde och ligger direkt söder om huvudstaden Reykjavik på landets västkust. Stadens namn betyder kutviken, sälungesviken.

## Stadsbilden
I Kópavogur ligger Kópavogskirkja, landets högsta byggnad (Smáratorg 3, en 77,6 meter hög kontorsbyggnad) och landets största köpcentrum Smáralind.

## Sport
Idrottsklubben Handknattleiksfélag Kópavogs, med verksamhet i handboll, volleyboll och fotboll har sitt säte i staden.

## Kända personer från orten
- Emilíana Torrini, sångerska
- Emil Hjörvar Petersen, författare
- Alfons Sampsted, fotbollsspelare
- Sverrir Ingi Ingason, fotbollsspelare

## Övrigt
Staden är vänort med Norrköping och Klaksvík.

## Befolkningsutveckling
| År   | Invånare |
| 1960 | 6 213    |
| 1970 | 11 165   |
| 1980 | 13 819   |
| 1990 | 16 186   |
| 1995 | 17 659   |
| 2000 | 23 518   |
| 2005 | 26 468   |
| 2010 | 30 357   |
| 2011 | 30 779   |